# Owen Lane
Pas d'image ? Cliquez ici

a Compétitions nationales et continentales officielles uniquement.

b Matchs officiels uniquement.
Dernière mise à jour le 31 octobre 2019.
Owen Lane, né le 20 décembre 1997, est un joueur international gallois de rugby à XV qui évolue avec les Cardiff Blues au poste de centre ou ailier.

## Carrière

### En club
Lane fait ses débuts professionnels pour les Cardiff Blues en 2016 après avoir déjà joué dans ses catégories junior. 

### En sélection nationale
En avril 2019, il a est appelé dans le groupe préliminaire du Pays de Galles pour la Coupe du monde de rugby à XV 2019. Lane fait ses débuts pour le Pays de Galles en préparation de cette compétition le 31 août 2019 débutant contre l'Irlande, marquant un essai. Le 22 octobre 2019, Lane est appelé en coupe du monde par Warren Gatland pour remplacer Josh Navidi, blessé.